# Fermij
Fermij je kemijski element atomskog (rednog) broja 100 i atomske mase 257. U periodnom sustavu elemenata predstavlja ga simbol Fm.
Talijanski znanstvenik Enrico Fermi dijeli ime s ovim elementom.